# Nuraghe Fenu

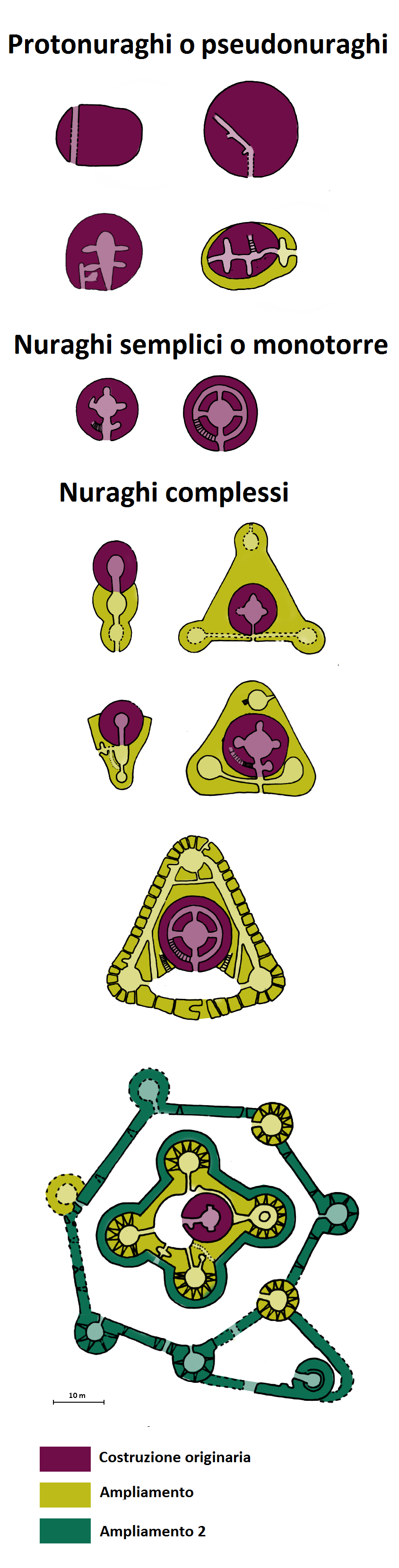
Nuraghenentwicklung und Typen

Die Nuraghe Fenu ist eine Großnuraghe nordöstlich von Pabillonis in der Provinz Medio Campidano an der Grenze zur Provinz Oristano auf Sardinien. Sie bedeckt eine Fläche von 2000 m². Der Historiker Vittorio Angius, beschrieb sie im 19. Jahrhundert als eine der größten Nuraghen Sardiniens. Sie wurde in der Mitte der Bronzezeit (1300–1150 v. Chr.) errichtet. 
Die Nuraghe Fenu besteht aus Basaltblöcken und hat eine multiple Struktur mit drei teilerhaltenen Türmen (von ursprünglich fünf) und einer Resthöhe von 1,7 bis 2,0 Metern. Sie steht in der Nähe des Bahnhofs von Pabillonis. Im 19. Jahrhundert wurden ihre Steine verwendet, um eine Eisenbahnbrücke und Häuser in der Nähe von Pabillonis zu bauen.

Nuraghe Fenu
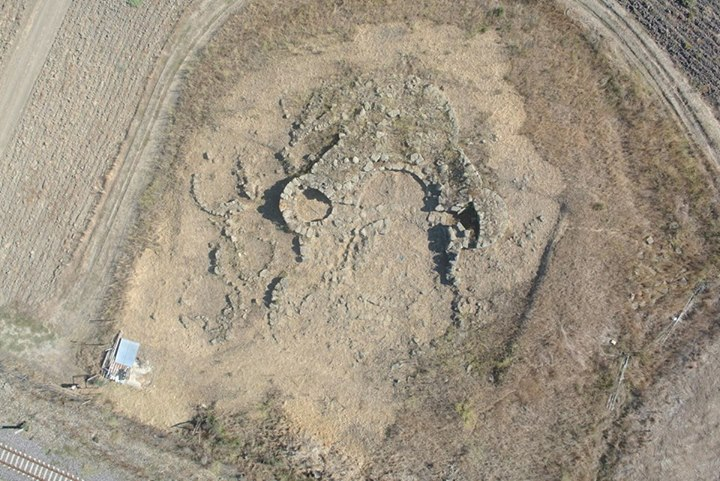
Luftbild
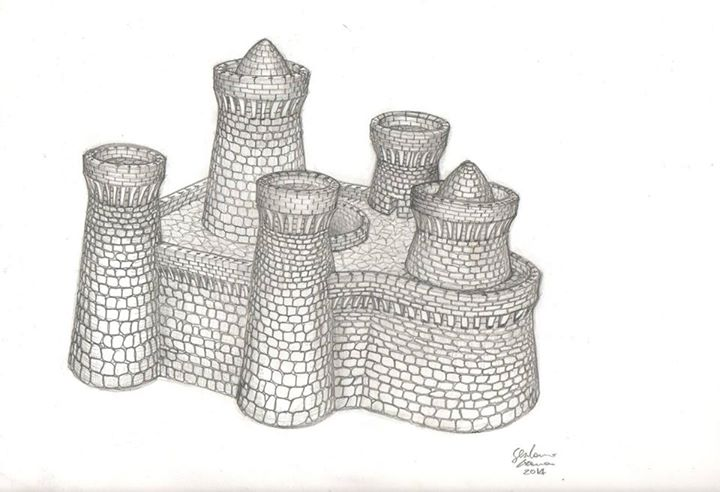
Nuraghe Fenu Rekonstruktion
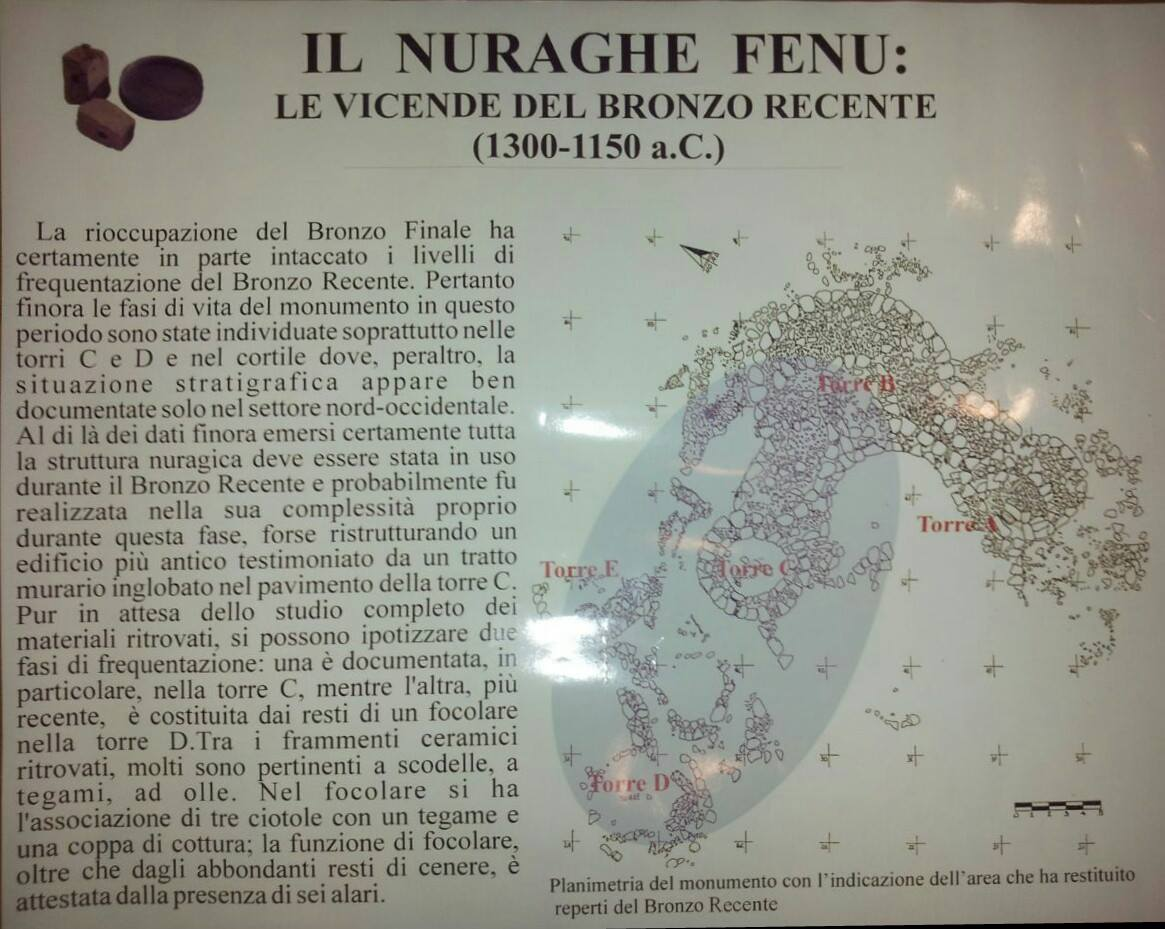
Nuraghe Fenu
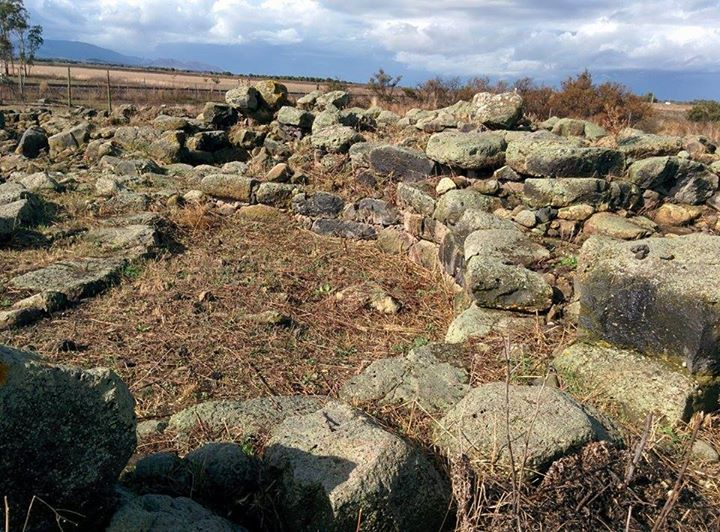
Innenraum von Turm C

Die Ausgrabungen begannen 1996 und ermöglichten es den Archäologen, die Stratigraphie zu studieren. Die bronzezeitliche Nuraghe wurde von den Puniern und Römern wiederverwendet. Die fünf Türme der Nuraghe wurden vollständig ausgegraben, ebenso das Wohngebiet in der Nähe des Turms E. Bei der Ausgrabung wurden Fragmente von Keramik, Münzen und Öllampen aus der Römerzeit entdeckt. Sie sind heute im Museum von Sardara.